# Al-Zaazu'
Al-Zaazu' (àrab: الزعزوع, az-Zaʿzūʿ) és una vila al nord de Síria, que administrativament forma part de la governació d'Ar-Raqqà, al nord d'Ar-Raqqà. Segons l'Agència Central d'Estadística de Síria (per les sigles en anglès, CBS), al-Zaazu' tenia censats 779 habitants el 2004.